# Ergisch
Ergisch là một đô thị trong huyện Leuk, bang Valais, Thụy Sĩ. Đô thị này có diện tích 29,8 km2, dân số thời điểm tháng 12 năm 2002 là 150 người.